# 의상로
의상로(Uisang-ro)는 경상북도 영주시 상망동 상망교차로에서 영주시 부석면 소천사거리  잇는 도로이다.

## 주요 경유지
경상북도
- 영주시 (상망동 . 부석면)

## 노선
| 이름          | 접속 노선              | 소재지 | 소재지 | 비고 |
| ------------- | ---------------------- | ------ | ------ | ---- |
| 상망 교차로   | 원당로                 | 영주시 | 상망동 |      |
| 봉산 교차로   | 국도 제36호선 (삼봉로) | 영주시 | 상망동 |      |
| 삼거리현      |                        | 영주시 | 상망동 |      |
|               | 봉화군                 | 봉화읍 |        |      |
| 거리현        | 봉화군                 | 봉화읍 |        |      |
| 진우교        |                        | 영주시 | 부석면 |      |
| 소천사거리    | 소백로                 | 영주시 | 부석면 |      |
| 소천로와 직결 |                        |        |        |      |

## 주요 시설및 건물
- 영광고등학교 (의상로 62/상망동 산49-16)
- 상석보건지소 (의상로 1322/상석리 408-5)
- GS칼텍스 부석주유소 (의상로 1753/소천리 457-2)